# División Nacional de Moldavia 2016-17
La Divizia Națională 2016-17 fue la edición número 26 de la Divizia Națională. La temporada comenzó el 23 de julio y terminará en mayo  de 2017. Sheriff Tiraspol es el campeón defensor.

## Sistema de competición
Los 10 equipos se enfrentan bajo el sistema de todos contra todos en tres ocasiones. Los encuentros de la segunda rueda representan los desquites de la primera, mientras que el calendario de la tercera parte será armado sobre la base de las posiciones de los equipos una vez finalizada la segunda rueda. Al final de la temporada, el equipo que sume la mayor cantidad de puntos será declarado campeón, y obtendrá la clasificación a la segunda ronda previa de la Liga de Campeones de la UEFA 2017-18. Los equipos ubicados en la segunda y tercera posición accederán a la primera ronda previa de la Liga Europa de la UEFA 2017-18 junto con el campeón de la Copa de Moldavia. Por otro lado, los clubes que ocupen las últimas dos posiciones descenderán a la Divizia A.
La clasificación final se establecerá a partir de los puntos obtenidos en cada encuentro, otorgando tres por partido ganado, uno por empatado y ninguno en caso de derrota. Si al finalizar el campeonato, dos equipos igualasen en puntos en la primera posición, disputarán un partido desempate entre ellos para decidir al campeón. Por otro lado, los siguientes criterios serán utilizados tanto para definir al campeón en caso de igualdad de puntos entre más de dos equipos en la primera posición, como para determinar el orden de los clasificados en todas las posiciones restantes:
1. Mayor cantidad de puntos en los partidos entre los equipos implicados;
2. Mejor diferencia de goles en los partidos entre los equipos implicados;
3. Mayor cantidad de goles a favor en los partidos entre los equipos implicados;
4. Mejor diferencia de goles en toda la temporada;
5. Mayor cantidad de goles a favor en toda la temporada;
6. Mejor puntaje en la clasificación de Fair Play.

## Equipos participantes
| Equipo             | Ciudad       | Estadio                     | Capacidad |
| ------------------ | ------------ | --------------------------- | --------- |
| Academia Chișinău  | Chisináu     | Estadio Dinamo              | 2.888     |
| Dacia Chișinău     | Chisináu     | Estadio Moldova             | 8.550     |
| Dinamo Tiraspol    | Tiráspol     | Estadio Dinamo-Auto         | 3.525     |
| Milsami Orhei      | Orhei        | Complejo Deportivo de Orhei | 2.539     |
| Petrocub Hîncești  | Hîncești     | Estadio Orășenesc           | 1.500     |
| Saxan              | Ceadîr-Lunga | Estadio Ceadîr-Lunga        | 2.000     |
| Sheriff Tiraspol   | Tiráspol     | Estadio Sheriff             | 13.460    |
| Speranța Nisporeni | Nisporeni    | Estadio Orășenesc           | 8.000     |
| Ungheni            | Ungheni      | Estadio Ungheni             | 1.000     |
| Zimbru Chișinău    | Chisináu     | Estadio Zimbru              | 10.600    |
| Zaria Bălți        | Bălți        | Estadio Orășenesc           | 5.953     |

### Ascensos y descensos
| Pos. | Ascendidos de Divizia A 2015-16 |
| ---- | ------------------------------- |
| 4    | Ungheni                         |

| Pos.    | Descendidos de División Nacional 2015-16 |
| ------- | ---------------------------------------- |
| No hubo |                                          |

## Tabla de posiciones
| Pos. | Equipo               | Pts. | PJ | G  | E  | P  | GF | GC | Dif. | Clasificación 2017–18                         |
| ---- | -------------------- | ---- | -- | -- | -- | -- | -- | -- | ---- | --------------------------------------------- |
| 1    | Sheriff Tiraspol (C) | 69   | 30 | 22 | 3  | 5  | 71 | 15 | +56  | Primera ronda de la Liga de Campeones 2017-18 |
| 2    | Dacia Chișinău       | 69   | 30 | 22 | 3  | 5  | 54 | 15 | +39  | Primera ronda de la Liga Europa 2017-18       |
| 3    | Milsami Orhei        | 68   | 30 | 22 | 2  | 6  | 57 | 20 | +37  | Primera ronda de la Liga Europa 2017-18       |
| 4    | Zaria Bălți          | 65   | 30 | 20 | 5  | 5  | 56 | 21 | +35  | Primera ronda de la Liga Europa 2017-18       |
| 5    | Zimbru Chișinău      | 46   | 30 | 13 | 7  | 10 | 32 | 29 | +3   |                                               |
| 6    | Petrocub-Hîncești    | 34   | 30 | 8  | 10 | 12 | 31 | 38 | −7   |                                               |
| 7    | Speranța Nisporeni   | 29   | 30 | 7  | 8  | 15 | 24 | 35 | −11  |                                               |
| 8    | Academia Chișinău    | 27   | 30 | 8  | 3  | 19 | 21 | 52 | −31  | Retirado                                      |
| 9    | Dinamo-Auto          | 23   | 30 | 5  | 8  | 17 | 31 | 58 | −27  |                                               |
| 10   | Saxan                | 19   | 30 | 5  | 4  | 21 | 23 | 57 | −34  | Desciende a Divizia A 2017                    |
| 11   | Ungheni              | 17   | 30 | 4  | 5  | 21 | 19 | 79 | −60  | Desciende a Divizia A 2017                    |

Actualizado a los partidos jugados el 21 de mayo de 2017.
 Fuente: FMF, Soccerway
Notas:
1. ↑  Tras ganar la Copa de Moldavia, el Sheriff Tiraspol  obtiene una plaza para participar en la Liga Europa 2017-18 pero, al encontrarse este equipo clasificado a través de su posición de Liga para disputar la Liga de Campeones, la plaza obtenida a través de la Copa recae sobre el cuarto clasificado.
2. ↑  Academia Chișinău se retiró de la liga antes del comienzo de la temporada 2017

## Partido de Oro
Dado que Dacia Chișinău y el Sheriff Tiraspol terminaron igualados en puntos al final de la temporada, se jugó un partido entre ambos para decidir el título. 
| 30 de mayo de 2017, 20:00 | Sheriff Tiraspol                 | 1:1 (1:0) (3:0 p.)         | Dacia Chișinău                   | Estadio Zimbru, Chisináu                                    |                                                             |
|                           | - Damașcan 37'                   | Reporte                    | - 73' Posmac                     | Asistencia: 6.615 espectadores Árbitro(s): Veaceslav Banari | Asistencia: 6.615 espectadores Árbitro(s): Veaceslav Banari |
|                           |                                  | Tiros desde el punto penal |                                  |                                                             |                                                             |
|                           | - Ricardinho - Teixeira - Oancea |                            | - Sarmov - Isa - Palavandishvili |                                                             |                                                             |

## Tabla de resultados cruzados
| Local \ Visitante  | ACA | DAC | DIN | MIL | PET | SAX | SHE | SPE | UNG | ZAR | ZIM |
| ------------------ | --- | --- | --- | --- | --- | --- | --- | --- | --- | --- | --- |
| Academia Chișinău  | —   | 0–1 | 1–2 | 0–4 | 2–1 | 1–0 | 0–1 | 3–1 | 4–1 | 0–2 | 0–2 |
| Dacia Chișinău     | 2–0 | —   | 4–1 | 1–1 | 1–1 | 2–0 | 3–0 | 1–0 | 3–0 | 1–2 | 0–1 |
| Dinamo-Auto        | 3–1 | 0–3 | —   | 0–4 | 0–1 | 1–0 | 0–1 | 1–4 | 2–2 | 1–3 | 1–1 |
| Milsami Orhei      | 2–0 | 1–0 | 4–1 | —   | 5–0 | 2–0 | 2–1 | 4–0 | 4–0 | 1–2 | 1–0 |
| Petrocub-Hîncești  | 0–1 | 0–4 | 3–1 | 0–2 | —   | 2–1 | 0–0 | 1–1 | 5–0 | 2–2 | 1–2 |
| Saxan              | 1–0 | 0–2 | 0–3 | 0–1 | 2–0 | —   | 1–5 | 2–2 | 2–2 | 1–4 | 3–0 |
| Sheriff Tiraspol   | 1–0 | 1–0 | 3–0 | 2–0 | 4–0 | 3–0 | —   | 2–0 | 7–0 | 1–2 | 3–0 |
| Speranța Nisporeni | 0–1 | 1–2 | 0–0 | 0–2 | 1–0 | 2–1 | 0–2 | —   | 3–0 | 0–1 | 0–1 |
| Ungheni            | 1–2 | 1–2 | 2–1 | 0–2 | 0–2 | 3–0 | 1–2 | 0–0 | —   | 0–3 | 1–1 |
| Zaria Bălți        | 6–0 | 1–0 | 2–1 | 0–2 | 0–0 | 2–0 | 0–0 | 0–2 | 3–0 | —   | 3–0 |
| Zimbru Chișinău    | 2–0 | 0–1 | 1–0 | 1–0 | 0–0 | 2–0 | 1–4 | 2–0 | 4–0 | 0–1 | —   |

| Local \ Visitante  | ACA | DAC | DIN | MIL | PET | SAX | SHE | SPE | UNG | ZAR | ZIM |
| ------------------ | --- | --- | --- | --- | --- | --- | --- | --- | --- | --- | --- |
| Academia Chișinău  | —   | 0–4 | 1–1 | —   | 0–0 | —   | —   | —   | 0–1 | 0–4 | —   |
| Dacia Chișinău     | —   | —   | 4–1 | —   | 1–0 | —   | —   | —   | 3–0 | 1–0 | 3–1 |
| Dinamo-Auto        | —   | —   | —   | 0–1 | 2–2 | 2–0 | 0–0 | —   | —   | —   | 1–1 |
| Milsami Orhei      | 3–2 | 0–0 |     | —   | —   | 3–1 | —   | 1–0 | —   | 2–0 | —   |
| Petrocub-Hîncești  | —   | —   | —   | 3–1 | —   | 1–0 | 0–2 | 0–0 | —   | —   | 1–1 |
| Saxan              | 1–0 | 2–3 | —   | —   | —   | —   | —   | 0–1 | 3–0 | 1–1 | —   |
| Sheriff Tiraspol   | 1–2 | 0–1 | —   | 5–0 | —   | 7–1 | —   | 4–1 | —   | —   | —   |
| Speranța Nisporeni | 0–0 | 0–1 | 4–1 | —   | —   | —   | —   | —   | 0–1 | 0–0 | —   |
| Ungheni            | —   | —   | 2–2 | 0–2 | 0–4 | —   | 0–6 | —   | —   | —   | 1–2 |
| Zaria Bălți        | —   | —   | 3–2 | —   | 2–1 | —   | 0–2 | —   | 5–0 | —   | 2–0 |
| Zimbru Chișinău    | 4–0 | —   | —   | 1–0 | —   | 0–0 | 0–1 | 1–1 | —   | —   | —   |

## Goleadores
Actualizado el 21 de mayo de 2016.
| Rango | Jugador            | Club                         | Goles |
| ----- | ------------------ | ---------------------------- | ----- |
| 1     | Ricardinho         | Sheriff Tiraspol             | 15    |
| 2     | Josip Brezovec     | Sheriff Tiraspol             | 12    |
| 3     | Cheikh-Alan Diarra | Dacia Chișinău & Dinamo-Auto | 9     |
| 3     | Sergiu Plătică     | Speranța Nisporeni           | 9     |
| 5     | Octavian Onofrei   | Dinamo-Auto                  | 8     |
| 5     | Igor Bugaiov       | Zaria Bălți                  | 8     |
| 7     | Maksym Feshchuk    | Dacia Chișinău               | 7     |
| 7     | Ilya Belous        | Milsami Orhei                | 7     |
| 7     | Viorel Primac      | Ungheni                      | 7     |
| 7     | Georgi Sarmov      | Dacia Chișinău               | 7     |